# Chris Miller (Regisseur)

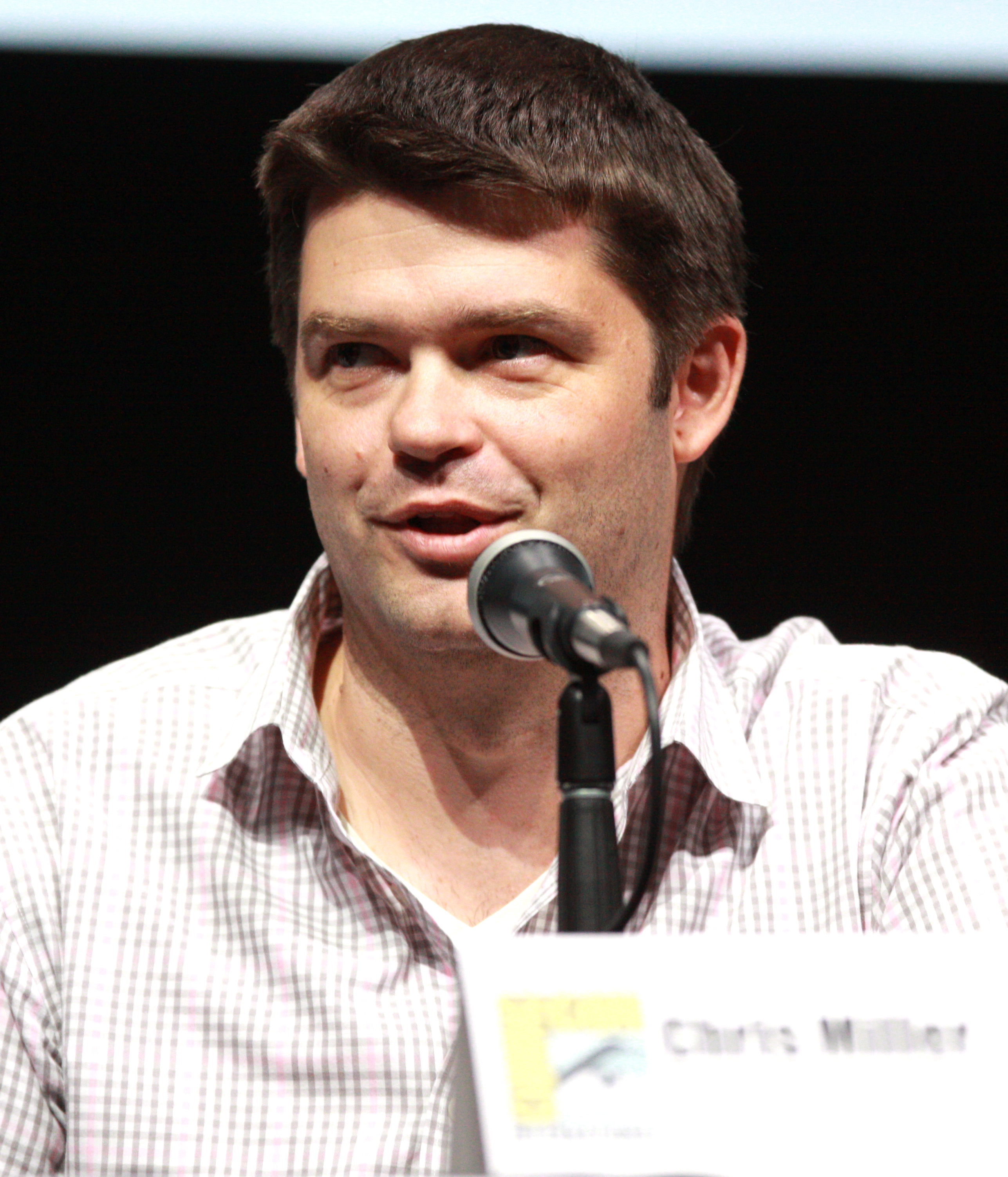
Chris Miller (2013)

Christopher „Chris“ Miller (* 23. September 1975 in Everett, Washington) ist ein US-amerikanischer Drehbuchautor, Film- und Fernsehregisseur sowie Filmproduzent.

## Leben
Miller begann seine Laufbahn als Drehbuchautor mit der Fernsehserie Zoe, Duncan, Jack & Jane aus dem Jahr 1999. Sein nächstes Projekt war die Animationsserie Clone High, bei der er auch als Regisseur sowie Ausführender Produzent tätig war. Zudem arbeitete er hierbei erstmals mit Phil Lord zusammen. Aus dieser Kooperation ergab sich eine Verbindung, die bis heute anhält.
Gemeinsam verfassten die beiden zwei Drehbücher für die Serie How I Met Your Mother. Es folgte die Beteiligung an dem Drehbuch zu Extreme Movie und die Regie zu den Filmen Wolkig mit Aussicht auf Fleischbällchen (2009), 21 Jump Street (2012) und The Lego Movie (2014). Ihr Schwerpunkt liegt aber auf der Produktion für Film und Fernsehen. Ihre diesbezügliche Beteiligung an Spider-Man: A New Universe (2018) brachten ihnen gemeinsam mit dem übrigen Produktionsteam u. a. den Oscar in der Kategorie Bester animierter Spielfilm  und in der gleichen Kategorie einen British Academy Film Award ein.
Auf Grund kreativer Differenzen wurden Miller und Lord im Juni 2017 inmitten der Dreharbeiten von der Aufgabe entbunden, mit Solo: A Star Wars Story einen eigenen Star-Wars-Film zu inszenieren. Ron Howard übernahm die Regie.

## Filmografie (Auswahl)

### Regie
- 2009: Wolkig mit Aussicht auf Fleischbällchen (Cloudy with a Chance of Meatballs)
- 2012: 21 Jump Street
- 2013: Brooklyn Nine-Nine (Fernsehserie, Episode 1x01)
- 2014: The LEGO Movie
- 2014: 22 Jump Street

### Drehbuch
- 1999: Zoe, Duncan, Jack & Jane (Fernsehserie)
- 2002–2003: Clone High (Fernsehserie, 13 Episoden)
- 2005: How I Met Your Mother (Fernsehserie, 2 Folgen)
- 2008: Extreme Movie
- 2009: Wolkig mit Aussicht auf Fleischbällchen (Cloudy with a Chance of Meatballs)
- 2013: Wolkig mit Aussicht auf Fleischbällchen 2 (Cloudy with a Chance of Meatballs 2)
- 2014: The LEGO Movie
- 2019: The LEGO Movie 2 (The LEGO Movie 2: The Second Part)
- 2023: Spider-Man: Across the Spider-Verse

### Produktion
- 2015–2018: The Last Man on Earth (Fernsehserie, Executive Producer)
- 2017: Die Abenteuer von Brigsby Bär (Brigsby Bear)
- 2017: The LEGO Batman Movie
- 2017: The LEGO Ninjago Movie
- 2018: Spider-Man: A New Universe (Spider-Man: Into the Spider-Verse)
- 2019: The LEGO Movie 2 (The LEGO Movie 2: The Second Part)
- 2021: Die Mitchells gegen die Maschinen (The Mitchells vs. the Machines)
- 2021: America: Der Film (America: The Motion Picture)
- 2023: Cocaine Bear
- 2023: Spider-Man: Across the Spider-Verse
- 2023: Doggy Style (Strays)
- 2024: Los Frikis